# 和多谷沙耶
和多谷 沙耶（わたたに さや、1985年3月6日 - ）は、日本の女性パフォーマー、ダンサー、モデル、リポーターである。2010年（平成22年）度 『ミス・ユニバース・ジャパン』 TOP6。enraのパフォーマーとして活躍。現在はBOSSAに所属。

## 来歴
- 1985年（昭和60年）、兵庫県宝塚市出身。
- 3歳からクラシックバレエを始める。
- 2000年当時全国唯一公立高校で演劇科を持つ、兵庫県立宝塚北高等学校演劇科に入学。
- クラシックバレエ以外に演劇、日本舞踊、狂言、モダンダンス、声楽などの舞台芸術を学ぶ。故・秋浜悟史（劇作家）に師事。
- 2003年大阪芸術大学舞台芸術学科演技演出コースに入学。
- 大学在学中は学内外で演劇、バレエ、ダンス、ミュージカルなどの舞台に立ちながら、KBS京都の子供番組GO GO ポッピン初代お姉さんとして3年間レギュラー出演。イベントやラジオ番組などにも多数出演。
- 2007年大学卒業後、一般企業に就職。
- 2008年父が急死したことをきっかけに、もう一度「表現の世界」に挑戦しようと、2009年舞台「SEKAI」でMichael Jacksonの師匠であるJeffrey Danielらと共演。
- 2010年『ミス・ユニバース・ジャパン』11人のファイナリストに入選。約半年間のトレーニング期間を経て、日本大会のActing審査で高い評価を得る。上位6位以内入賞。順位は5位。
- 2011年から拠点を東京に移し、テレビドラマの出演やCM、広告等のモデルとして活動。
- 和多谷 沙恵（わたたに さえ）という芸名で一時期活動していた。
- 2012年大韓民国で開催された、第11回江陵国際青少年芸術祝典に日本代表として出演。
- 2012年米国カリフォルニア州で開催された、Anaheim International Dance Festival 2012 Gala performanceに出演。
- 2012年より映像とライブパフォーマンスの融合を極めた、エンターテイメント集団enraのパフォーマーとして国内外で活動。30ヶ国で公演やテレビ出演を行った。
- 2013年3月6日IOCの評価委員会が東京に最後の視察に訪れた際、迎賓館赤坂離宮「花鳥の間」で評価委員を公式にねぎらう内閣総理大臣主催の晩餐会が開かれ、enraが大トリを務めた。東京五輪招致の影の立役者といわれている。
- 2014年エスティ・ローダー・アジアの広告モデルに抜擢された。
- 2014年SK-ⅡのCMに出演。
- 2015年USA  NBC 「America's Got Talent」に出演。
- 2015年NYで開催された16th Contemporary Dance Showcase:Japan +East Asiaに出演。
- 2015年第68回カンヌ国際映画祭授賞式オープニングアクトに出演。
- 2016年enra×Meiji「白のひととき珈琲」に出演。
- 2016年enra×Del Monte  「濃厚リッチケチャップ」に出演。
- 2017年Huawei  Web CMに出演。
- 2017年enra 単独公演「Voyager」で金子ノブアキとコラボレーションし、主役を演じる。世田谷パブリックシアター、札幌道新ホール、沖縄市民会館大ホール、JMSアステールプラザ大ホール、周南市文化会館、仙台、上海、スペインで公演。
- 2019年六本木アートナイト 2019に出演。
- 2020年宝塚市立芸術文化センター PR MVに出演。
- 2021年KBS京都の子供番組WOW!のストレッチのコーナーに臨月で出演。

## 主な出演作品

### テレビ
- GO GO ポッピン（2005年10月-2010年3月、KBS京都)
- 探偵オブマイハート(2005年10月、KBS京都・テレビ神奈川)
- U・LA・LA（2010年3月、東京MX)
- 日曜ナイトドラマ「Dr.伊良部一郎」2011年2月、テレビ朝日)
- ブルドクター（2011年8月、日本テレビ)
- 水曜ミステリー9鉄道警察官・清村公三郎　秩父長瀞～連続殺人レール（2011年10月、テレビ東京)
- 日曜ナイトプレミア俺の空　刑事編（2011年11月、テレビ朝日）-富田紗弥加役
- 世界1のSHOWタイム〜ギャラを決めるのはアナタ〜第6弾（2012年9月、日本テレビ)
- 世界1のSHOWタイム〜ギャラを決めるのはアナタ〜第7弾（2013年1月、日本テレビ）
- ぽじポジたまご（2013年2月、KBS京都）-スタジオゲスト
- NET. GRAND LAUNCHING（2013年5月、インドネシア・NET.)
- Star King（2013年6月、韓国・SBS)
- オリジナルスタイル　らしさを、ぶつけろ（2013年9月、TBS)
- アゲるテレビ（2013年9月、フジテレビ)
- ZIP!（2013年10月、日本テレビ）
- 大阪ほんわかテレビ（2014年1月、読売テレビ）
- ネプ&イモトの世界番付（2014年2月、日本テレビ）
- El Hormiguero（2014年9月、スペイン・Antena 3）
- 大阪ほんわかテレビ（読売テレビ)- リポーター
- WOW!（2021年7月-、KBS京都)

### CM/広告
- スマートウェディング（スマ婚）
- ドクターシーラボ
- 大戸屋ホールディングス
- NTTドコモ
- NIKEiD×onyourmark
- スタイライフ
- SHARP “AQUOS XL10”4原色パフォーマンス
- エスティ・ローダー ・アジア
- SK-II×enra

### イベント
- エスティ・ローダー メイクショー
- SUQQUメイクショー
- 宝島社GLOW創刊一周年記念イベント

### 書籍
- 枻出版　キモノなでしこ（2011年3月）
- 宝島社　GLOW2月号（2011年12月）
- touch（2013年3月・香港）
- TVB weekly（2013年3月・香港）
- 日経ビジネス（2013年6月）
- 月刊Mdn DESIGN&GRAPHIC vol.246（2014年9月）
- 玄光社　COMMERCIAL PHOTO2014/10（2014年10月）

### 舞台
- DDDプロデュース公演「SEKAI」（2009年11月）
- ミス・ユニバース・ジャパン2010　日本大会（2010年3月）
- 第11回 江陸国際青少年芸術祝典（2012年7月・韓国）
- Anaheim International Dance Festival 2012（2012年8月・アメリカ）
- ももいろクローバーZ ももいろクリスマス2012（2012年12月）-セクシー・キャット役
- 同志社女子大学　情報メディア学科　10周年記念式典（2013年2月）
- 内閣総理大臣主催公式歓迎・ 東京オリンピック開催50年記念夕食会（2013年3月）
- Citibank新クレジットカード「ULTIMA」発表会オープニングアクト（2013年3月・香港）
- NET MEDIATAMA INDONESIA　開局イベント（2013年5月・インドネシア）
- Honda新型「フィット」「フィット ハイブリッド」発表会 オープニング（2013年9月）
- エルメスフォーラム（2013年12月・中国）
- ビオデルマジャポン設立記念パーティー（2014年3月）
- enra LIVE “Japanese Projection”（2014年3月・カタール）
- enra単独公演「primitive」（2014年5月）
- CB 30th Anniversaryパーティー　Petit Palais（2014年6月・フランス）
- オペラ＝コミック座 でインナーイベントにゲストパフォーマーとして出演（2014年6月・フランス）
- カール・ツァイス ミュージアム　オープニングイベント（2014年7月・ドイツ）
- SAMARPANA 2014（2014年9月・シンガポール）
- →Pia-no-jaC← Zepp Entertainment ～→PJ←ワンダーランド～
- ジュエリーブランド　オープニングアクト（2014年9月・モスクワ）